# Нікольське (Калінінський район)
Нікольське (рос. Никольское) — село в Калінінському районі Тверської області Російської Федерації.
Населення становить 1323 особи. Входить до складу муніципального утворення Нікулинське сільське поселення.

## Історія
Від 2005 року входить до складу муніципального утворення Нікулинське сільське поселення.

## Населення
| 1859 | 2002  | 2010  |
| ---- | ----- | ----- |
| 20   | ↗1249 | ↗1323 |